# Kojak
Kojak é  uma série de TV norte-americana produzida pela rede de TV CBS, entre 23 de outubro de 1973 e março de 1978, assumindo o horário da série sobre detetives, Cannon (1971-1976), que passou a ser exibida uma hora antes. A série teve 125 episódios, divididos em cinco temporadas. Ela foi estrelada pelo ator Telly Savalas no papel-tíulo.
Nos anos 80 o personagem retornou em duas ocasiões, em telefilmes de maior duração. Em 1989 a ABC tentou reviver a série, mas não obteve sucesso e o projeto foi abandonado na primeira temporada. Em 2005 foi relançada por um canal a cabo, com o ator Ving Rhames no papel de Kojak, sem também obter maior êxito.

## O personagem
O detetive Theo Kojak, ou simplesmente Kojak (Savalas) foi visto pela primeira vez numa pequena participação no telefilme The Marcus-Nelson Murders, em agosto de 1973. Este filme, baseado em caso real, serviu de inspiração para o personagem  Kojak. Como o sucesso foi imediato, a CBS decidiu criar a série com o personagem, que estreou apenas dois meses depois. O nome do primeiro episódio foi traduzido para O Cerco do Terror.

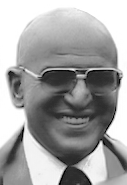
Telly Savalas

Charmoso e com um estilo que incorpora alguns elementos da malandragem das ruas de Nova York, Theo Kojak era um competente e extravagante tenente de polícia, que trabalhava no 13º Distrito, zona sul de Manhattan. Apesar de manter um certo ar conservador, Kojak muitas vezes usava de métodos que aprendia nas ruas, escandalizando seus superiores. Ele comandava uma equipe que incluía os detetives Stavros (George Savalas, irmão de Telly e às vezes identificado como Demóstenes nos créditos de abertura), Saperstein (Mark Russel) e Rizzo (Vince Conti). Faziam parte do elenco ainda o detetive-chefe Frank McNeil (Dan Frazer), ex-parceiro de Kojak nas ruas, e o tenente Bobby Crocker (Kevin Dobson).
Algumas particularidades do detetive (sua careca lustrosa e a mania de chupar pirulitos, por exemplo), aumentaram ainda mais a simpatia do público pelo personagem. Por sua atuação como Kojak, Savalas recebeu um Prêmio Emmy de melhor ator em série dramática de televisão e o seriado recebeu o Globo de Ouro de melhor série dramática em 1975.

### No Brasil
No Brasil, a série foi apresentada nos anos 70 pela Rede Globo de Televisão em horário nobre. A popularidade foi tanta que o nome Kojak tornou-se sinônimo de calvície, e o personagem acabou virando até marchinha de carnaval. Por conta desse sucesso, ele fez visitas promocionais ao país.
Em 1989, a série foi reapresentada nas madrugadas de terça-feira da Rede Manchete, antes do encerramento de sua programação. Em 2014 a telessérie estreou na Rede Brasil de Televisão.